# Apple Store
Apple Store，或称蘋果直營店，是指由蘋果公司及其在地分支單位直接經營的連鎖零售商店，主要业务包括販賣電腦、消費性電子產品、周边配件及软件和苹果产品的售后服务、教育訓練以及商务支持。為與非蘋果公司直營的授權店區分，又稱「Apple Retail Store」。截至2023年12月，蘋果已經在全世界26个国家和地区開設528家零售店。

## 歷史
早前Apple Store設計由以舊金山為根據地的（Eight Inc.）設計團隊負責，內部直接販售許多蘋果產品和第三廠商的周邊設備，包括電腦、軟體、iPod隨身聽、iPhone行動電話，以及其他如Apple TV等的消費性電子產品都有展示以現場體驗。許多較大的Apple Store有帶插座和網路的休息區座位，除此之外旗艦店還設有可發表簡報或舉辦工作營（Workshop）的小型劇院、提供蘋果產品和軟體使用教學的工作室（Studio），以及對民眾開放報名的免費課程內容。所有的商店都設有「Genius Bar」（天才吧），專注於產品技術諮詢服務，並配有駐店工程師提供維修服務。现在零售店多由Apple与福斯特建筑事务所合作设计。
最初的兩間Apple Store在2001年5月19日於美國開幕，分別位於維吉尼亞州泰森角（Tysons Corner）和加州格倫代爾。蘋果的第兩百間商店在2007年10月26日於亚利桑那州吉尔伯特開幕，時間是第一間泰森角商店開幕後的2,251天後。許多的Apple Store都是位於精華地段的購物中心裡面，但蘋果也在一些重要的地點開設了獨棟的「旗艦店」。
一開始Apple Store有著專用的銷售時點情報系統（POS）櫃台，但在2006年，蘋果開始推出全新的商店規劃方式，以金屬材質的牆壁搭配背光的看板。新的商店設計取消了銷售時點情報系櫃台，以手持式的EasyPay系統取代舊模式，改以直接從銷售員手中取貨的購物體驗，並延續至今。

Apple Store員工雇用的競爭被認為十分激烈。在一場對談中，蘋果前零售店SVP榮恩·強森（Ron Johnson）表示蘋果在2002年時，從16,438名應徵者中雇用了978名商店員工，「錄取率」僅有5.95%。

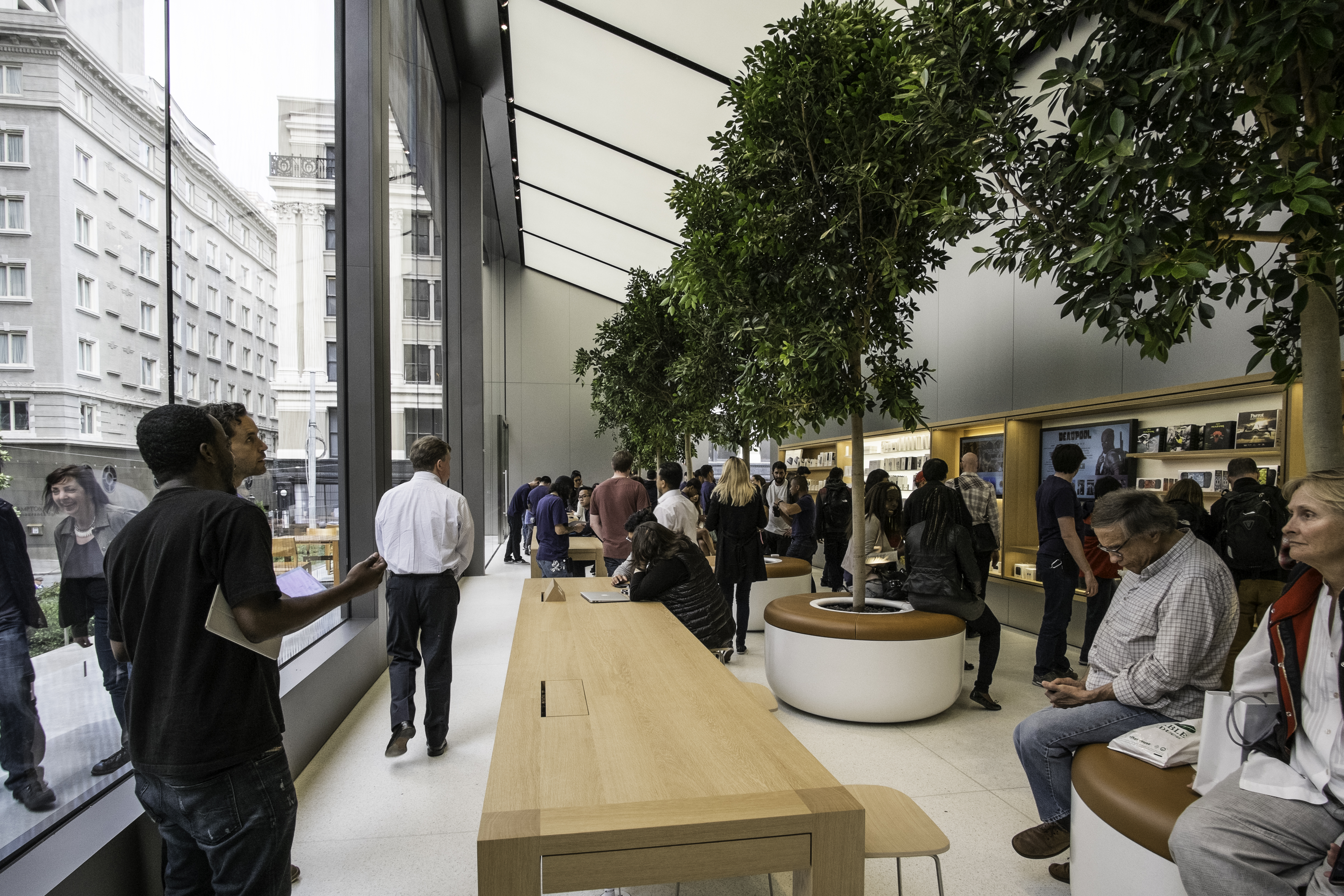
舊金山聯合廣場Apple Store於2016年翻新後，加強綠化設計，也增設了全開放式的The Plaza專區，讓顧客可以休憩

到2015年，蘋果採用全新設計新一代Apple Store。全新設計分店除加強綠化設計及巨型6K或8K電視牆外，亦加入了「The Avenue」、「The Forum」等新元素，以及「Feature Bay」供顾客试用 Apple 或第三方配件，及「Video Wall」电子屏幕。
2020年，因應嚴重特殊傳染性肺炎 (COVID-19) 疫情，Apple於2月1日宣布關閉中國的Apple Store至2月9日，后延长至2月14日。2月14日北京五家零售店恢复营业，3月13日天津三家零售店恢复营业后，中国大陆42家零售店全部恢复营业。；3月11日，Apple停止全球多地的Today at Apple活动以避免顾客聚集，3月12日又宣布暂时关闭意大利、法国全部零售店，在3月13日以新聞稿形式宣布關閉全球大中華地區以外的Apple Store至3月27日，全球僅香港、臺灣的Apple直營店未曾因為此次疫情而關閉。4月18日，韩国首尔的Apple Store恢复营业，为大中华区外第一家恢复营业的零售店。随后，在奥地利、澳大利亚的Apple Store相继恢复营业。
到2023年，苹果迁址世界第一间Apple Store泰森角门店，重新设计了Avenue长廊、Genius Bar天才吧等，增强门店无障碍可及性和材料可持续性，新设计不再包含部分2015年设计包含的设计元素，如「Video Wall」视频墙等。

## 设计

### Genius Bar

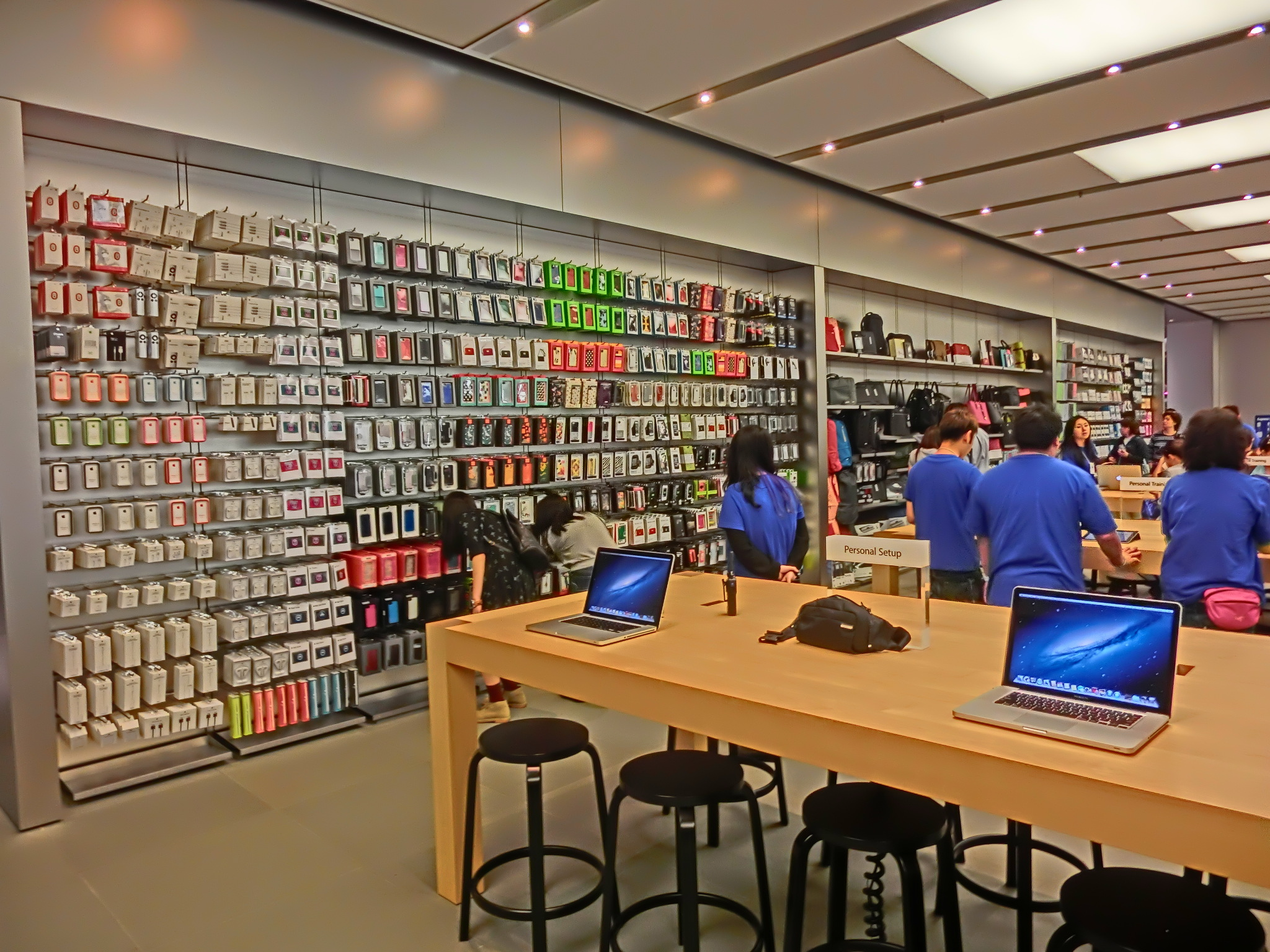
香港铜锣湾 Apple Store 内的 Genius Bar，著藍色T恤的店員與顧客進行一對一服務

大多数Apple Store都設有「Genius Bar」（天才吧），顧客可在「吧台」獲得技術支援建議、產品設定和維修服務。Genius Bar提供Mac OS 9或以後版本的支援服務，以及並未特別指定類別的硬體產品服務。然而，在大部分的情況下，若尋求支援的產品較為老舊，Genius Bar的工作人員也會盡力協助顧客處理問題。原本蘋果會向前往Genius Bar的顧客提供免費的依云（Evian）礦泉水，但在2002年2月蘋果停止這項服務。

### 2015年设计更新

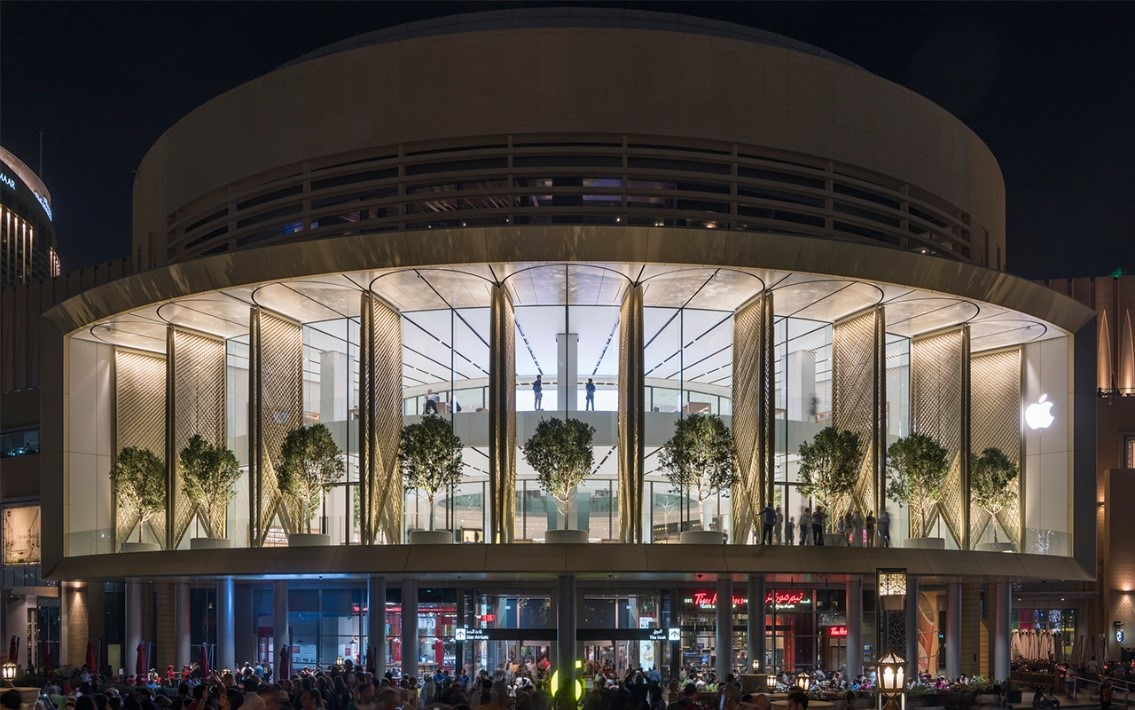
2017年开幕的迪拜Apple Dubai Mall使用了2015年版门店设计

由苹果首席设计官Jony Ive与零售与线上业务资深副总裁Angela Ahrendts一同参与设计的一代Apple Store零售店，最早于2015年在布鲁塞尔和苹果无限循环总部公开。这代Apple Store设计有以下新特性：
- "The Avenue" 和 "Feature Bay"：全新设计的配件展示墙配备了抽屉式iPhone、iPad保护壳展示，Beats和其他品牌耳机展示，精选第三方配件和Apple Watch表带展示等，部分展示墙（Feature Bay）还配备电视屏幕展示所示配件详细信息。
- “Forum 互动坊"：拥有一个超高分辨率屏幕墙（Video Wall），是个人流聚集的公共区域，也是举行“今日 Apple”（Today at Apple）活动的地方。“今日 Apple”将会邀请艺术家、摄影师、音乐人、开发者、教师等参加，给予顾客启发和教育。也有一些Apple Store并不配备 Video Wall。
- "Boardroom"：一个由Apple Store商务团队为企业主、开发者和其他中小企业顾客提供服务的区域。仅在部分Apple Store提供。

Apple Union Square 等较为重要的Apple Store还包含24小时开放广场，周末会在邀请音乐人在广场外表演。旧金山联合广场的Apple Union Sqaure和部分在店内有生态植物的零售店还特别设置了Genius Grove天才园，将传统Genius Bar维修改到树下，让顾客更加自然的与Genius交流。位于芝加哥的Apple Michigan Avenue则是专门设置了开放的讲座和活动区域，同时也把Genius Bar改为Genius Gallery。

### 2021年简化设计
2021年9月，苹果于纽约布朗克斯开幕Apple The Mall at Bay Plaza零售店，其拥有基于2015年版本简化后的设计。使用这种设计的零售店均标配了Apple Pickup 取货柜台，顾客可在线上下单并在店内的到店取货区域提取。这种设计还去除了Forum 互动坊和Video Wall，以圆桌和更小的Forum Display屏幕代替以节约成本。苹果稍后在武汉、首尔、新德里等地开幕了数家相同设计的门店。

### 2023年设计更新
2023年5月，在苹果公司第一家门店的所在地泰森角，苹果关闭了已营业22周年的门店，并迁移至商场的另一侧开幕一家全新设计的零售店。新店推出了内凹的体验空间，两种高度的Genius Bar柜台，Today at Apple和售后区域的桌子高度降低，增大了过道宽度以改善轮椅用户可及性。减少了碳密集材料的使用，天花板减少对金属的使用，以提升材料的可持续性。

### 既有门店翻新

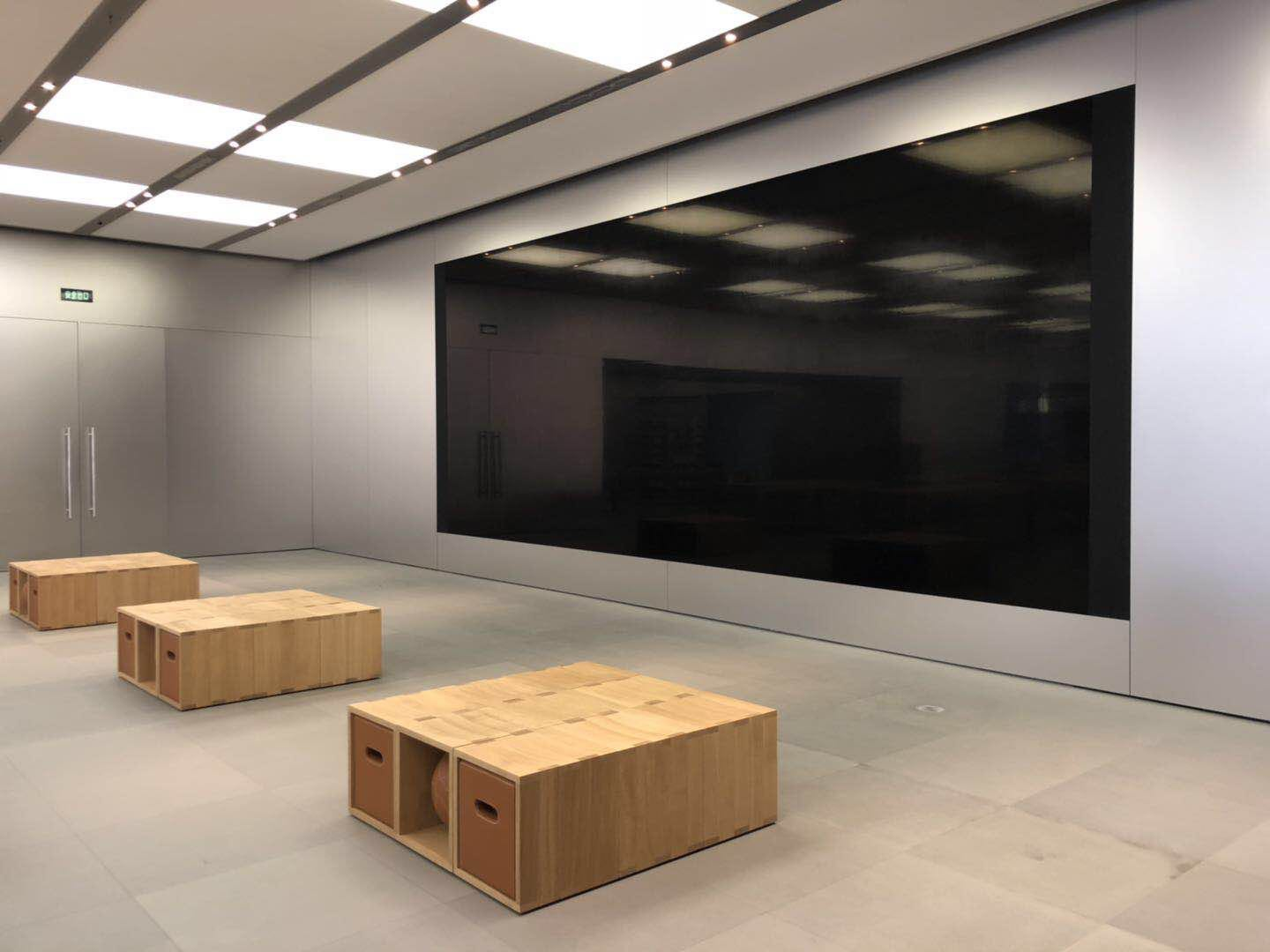
Apple 深圳益田假日广场 Video Wall

苹果公司在推出零售店新设计的同时，也将部分新设计融入到既有零售店中。2017年1月，Apple关闭纽约第五大道的Apple Store开始翻新，并在其旁开设临时零售店。该店将拆除整个广场、玻璃入口并重建。重建后将带来新设计元素。该店后来于2019年9月经完全重新设计后重新开幕。2017年5月，Apple在全球旧设计Apple Store耗时一晚进行零售店更新，将新设计Apple Store特有的，如Feature Bay展示墙，iPhone、iPad保护壳展示墙等特性应用到了较早开幕的Apple Store中。2018年7月Apple Palo Alto关店一个月后，在加入新设计特有的Video Wall的同时，还更新了银色金属配件墙为新设计木质可交互Avenue。香港的Apple Causeway Bay也作出类似更新，随后还有英国Apple Covent Graden，中国Apple 王府井，美国Apple Third Street Promenade、Apple Pioneer Place，西班牙Apple Passeig de Gracia等零售店也得到翻新。2018年8月起，苹果公司还开始向旧设计零售店添加Video Wall。通常会封闭零售店一小部分区域用于施工，并在一个月后揭幕。巴西、瑞士、土耳其等没有新设计零售店的国家通过这样的方式获得了Video Wall。在中国，Apple 天津大悦城、成都万象城、深圳益田假日广场和虹悦城也获得了类似的更新。

## 開幕

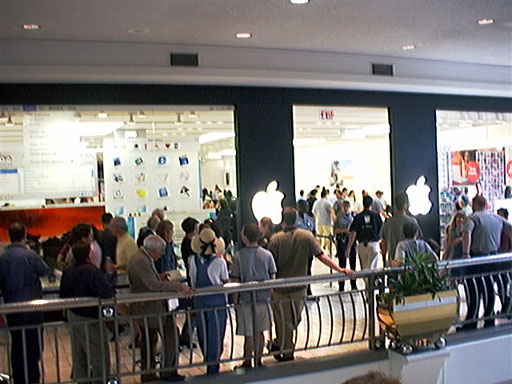
維吉尼亞州泰森角中心（Tysons Corner Center）Apple Store開幕時的排隊情形。此店於2001年開幕，為全世界第一間Apple Store。

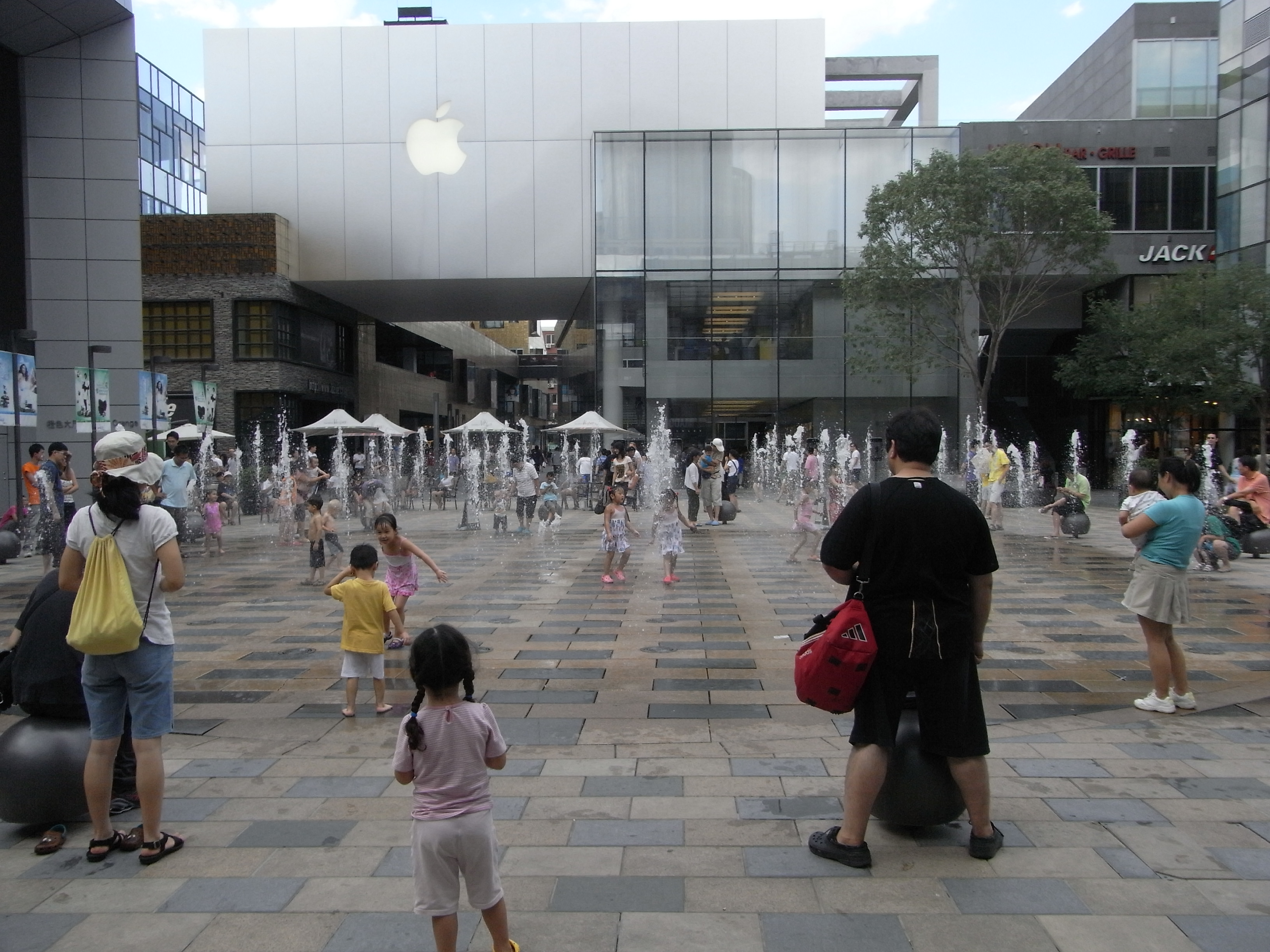
2008年7月19日開業的Apple 三里屯

在Apple產品愛好者間，Apple Store的開幕已經成為一項特殊的活動。商店開幕的當天都會吸引許多近千名顧客提早甚至徹夜排隊。通常是因為前一千名的顧客可以獲得印有商店名稱或其他特别图案的T-shirt。許多大型店會準備數量更多的T-shirt和額外的獎品，在英國格拉斯哥的Apple Store開幕時送出了一千五百件免費T-shirt，紐約市西十四街的商店開幕時則送出兩千件，澳洲店及北京大悦城店開幕時送出兩千五百件，香港ifc店更送出五千件的特製T-shirt。其他旗艦店開幕的促銷活動包括特別折扣和「福袋」。因为上海外滩踩踏事故等影响，杭州西湖店开业时没有发放纪念T-shirt，附近的地铁龙翔桥站作封站处理。

### 艺术家
在部分城市如北京、杭州、重庆、广州、长沙、台北、迪拜、阿布扎比、布鲁塞尔、悉尼、东京、芝加哥、米兰等对于苹果公司或当地城市有较大意义的零售店开幕时，苹果公司会邀请艺术家为该零售店的开幕进行创作，且大多数作品融入了当地的风俗以及苹果产品的元素。

### 宣传
Apple也会在公司发布会宣传零售店的开幕信息，同时在零售店开幕前夕也会邀请本地媒体或当地国家媒体行预览零售店。
- 2008年10月，史蒂夫·乔布斯邀请时任首席运营官提姆·库克介绍麦金塔电脑销售成功的原因，他将零售店作为第6个理由并介绍了2008年奥运会前夕在北京三里屯开幕的首家中国零售店。
- 2010年9月，史蒂夫·乔布斯介绍了全新开幕的Apple 浦东，位于上海。同时还介绍了Apple Covent Garden（英国伦敦）和Apple Opéra（法国巴黎）。
- 2010年10月，提姆·库克作为首席运营官宣传了位于西单的北京第二家Apple Store零售店。
- 2011年10月，提姆·库克首次作为首席执行官上台演讲，介绍了新开幕的上海南京东路Apple Store，同时还介绍了香港首家Apple Store：Apple ifc mall，并播放了开幕活动视频。
- 2015年3月，发布会一开始便显现中文 “西湖，中国”，播放了杭州首家Apple Store的开幕活动视频。

## 地點
最初的兩間Apple Store在2001年於美國開幕。到了2003年，蘋果在日本開設了第一間美國本土以外的Apple Store。接著蘋果陸續在英國、加拿大、意大利、澳大利亚、中華人民共和國、瑞士、法國、德國、西班牙、新加坡、台灣、南韓、墨西哥、巴西等地展店。
2008年7月，蘋果公司于北京奧運会开幕前在北京三里屯開設中華人民共和國首家直營Apple Store。香港首間直營Apple Store在2011年9月24日上午九時於中環國際金融中心二期正式開幕。2014年南美首家直營店在巴西開舖。2015年10月29日后，蘋果公司在阿拉伯联合酋长国的迪拜分别开设两家Apple Store和阿布扎比一家，成为土耳其之外的中东地区首间直營Apple Store。蘋果公司在于2016年6月开设澳门的首间直營Apple Store。2016年9月24日蘋果在墨西哥墨西哥城Centro Santa Fe購物中心開設了第一間Apple Store。2017年5月27日蘋果在新加坡270 Orchard Road開設了第一間Apple Store，这也是東南亞地区首间Apple Store。2017年7月1日，蘋果在臺灣第一家直營店Apple Store於台北101開幕。2018年1月27日，韩国首家零售店在首爾开幕。2018年2月24日，奥地利首家零售店在维也纳开幕。2018年11月10日，泰国首家零售店在曼谷暹罗天地开幕。2023年4月18日，印度首家零售店在孟买揭幕。2024年6月22日，马来西亚首家Apple Store在吉隆坡The Exchange TRX揭幕。
| 地區           | 首間店舖開幕日期 | 已開幕店鋪數目 | 資料來源      |
| -------------- | ---------------- | -------------- | ------------- |
| 美国           | 2001年5月19日    | 272            | [ 32 ]        |
| 中華人民共和國 | 2008年7月19日    | 49             | [ 33 ]        |
| 英国           | 2004年11月20日   | 40             | [ 34 ]        |
| 加拿大         | 2005年5月21日    | 28             | [ 35 ] [ 36 ] |
|                | 2008年6月19日    | 22             | [ 37 ]        |
| 法國           | 2009年11月7日    | 20             | [ 38 ]        |
| 義大利         | 2007年3月31日    | 17             | [ 39 ]        |
| 德国           | 2008年12月6日    | 16             | [ 40 ]        |
| 西班牙         | 2010年9月4日     | 12             | [ 41 ]        |
| 日本           | 2003年11月30日   | 11             | [ 42 ]        |
|                | 2018年1月27日    | 7              | [ 43 ]        |
| 香港           | 2011年9月24日    | 6              | [ 44 ]        |
| 瑞士           | 2008年9月25日    | 4              | [ 45 ] [ 46 ] |
| 阿联酋         | 2015年10月29日   | 4              | [ 47 ]        |
| 荷蘭           | 2012年3月3日     | 3              | [ 48 ]        |
| 瑞典           | 2012年9月15日    | 3              | [ 49 ]        |
| 新加坡         | 2017年5月27日    | 3              | [ 50 ]        |
| 土耳其         | 2014年4月5日     | 3              | [ 51 ]        |
| 巴西           | 2014年2月15日    | 2              | [ 52 ]        |
| 印度           | 2023年4月18日    | 2              | [ 53 ]        |
| 澳門           | 2016年6月25日    | 2              | [ 54 ]        |
| 臺灣           | 2017年7月1日     | 2              | [ 55 ]        |
| 墨西哥         | 2016年9月24日    | 2              | [ 56 ]        |
| 泰國           | 2018年11月10日   | 2              | [ 57 ]        |
| 比利时         | 2015年9月19日    | 1              | [ 58 ] [ 59 ] |
| 马来西亚       | 2024年6月22日    | 1              | [ 60 ]        |
| 奥地利         | 2018年2月24日    | 1              | [ 61 ]        |
| 總店數         | 總店數           | 535            |               |

### 中国大陆
| 店名                                         | 直轄市/省/自治區 | 地址                                                              | 開店日         | 閉店日              |
| -------------------------------------------- | ---------------- | ----------------------------------------------------------------- | -------------- | ------------------- |
| Apple 三里屯（官方頁面（页面存档备份，存于） | 北京市           | 北京市朝陽區三里屯太古里南区 7 号楼                               | 2008年7月19日  | -                   |
| Apple 華貿購物中心（页面存档备份，存于）     | 北京市           | 北京市朝陽區建國路 81 號（華貿購物中心）                          | 2014年1月10日  | -                   |
| Apple 朝陽大悅城（页面存档备份，存于）       | 北京市           | 北京市朝陽區朝陽北路 101 號（朝阳大悦城）                         | 2015年11月28日 | -                   |
| Apple 王府井（页面存档备份，存于）           | 北京市           | 北京市东城区王府井大街 138 號（北京 apm）                         | 2012年10月20日 | -                   |
| Apple 西單大悅城（页面存档备份，存于）       | 北京市           | 北京市西城区西單北大街 131 號                                     | 2010年9月25日  | -                   |
| Apple 七寶（页面存档备份，存于）             | 上海市           | 上海市闵行区漕寶路 3366 號（七宝万科广场）                        | 2016年12月10日 | -                   |
| Apple 上海環貿 iapm（页面存档备份，存于）    | 上海市           | 上海市徐汇区淮海中路 999 號（環貿 iapm 商場）                     | 2013年10月26日 | -                   |
| Apple 五角場（页面存档备份，存于）           | 上海市           | 上海市杨浦区翔殷路 1099 號（上海合生匯）                          | 2016年6月18日  | -                   |
| Apple 南京東路（页面存档备份，存于）         | 上海市           | 上海市黄浦区南京東路 300 號（恒基名人购物中心）                   | 2011年9月23日  | -                   |
| Apple 浦東（页面存档备份，存于）             | 上海市           | 上海市浦东新区陸家嘴世紀大道 8 號（上海國金中心）                 | 2010年7月10日  | -                   |
| Apple 環球港（页面存档备份，存于）           | 上海市           | 上海市普陀区中山北路 3300 號                                      | 2016年5月28日  | -                   |
| Apple 香港廣場（页面存档备份，存于）         | 上海市           | 上海市黄浦区淮海中路 282 號（香港廣場北座）                       | 2010年9月25日  | -                   |
| Apple 上海靜安 （页面存档备份，存于）        | 上海市           | 上海市静安区南京西路 1699 号                                      | 2024年3月21日  | -                   |
| Apple 天津萬象城（页面存档备份，存于）       | 天津市           | 天津市河西區樂園道 9 號（原银河国际购物中心）                     | 2016年6月11日  | -                   |
| Apple 天津大悅城（页面存档备份，存于）       | 天津市           | 天津市南开区南門外大街 2 號                                       | 2015年2月7日   | -                   |
| Apple 天津恆隆廣場（页面存档备份，存于）     | 天津市           | 天津市和平區興安路 166 號                                         | 2016年3月26日  | -                   |
| Apple 解放碑（页面存档备份，存于）           | 重慶市           | 重慶市渝中区鄒容路 108 號（PARK108国泰优活城市广场）              | 2015年1月31日  | -                   |
| Apple 重慶萬象城（页面存档备份，存于）       | 重慶市           | 重慶市九龙坡区謝家灣正街 55 號                                    | 2015年3月7日   | -                   |
| Apple 重慶北城天街（页面存档备份，存于）     | 重慶市           | 重慶市江北区北城天街 8 號                                         | 2014年7月26日  | -                   |
| Apple 大連恆隆廣場（页面存档备份，存于）     | 遼寧省           | 遼寧省大連市西岗区五四路 66 號                                    | 2016年3月19日  | -                   |
| Apple 百年城（页面存档备份，存于）           | 遼寧省           | 遼寧省大連市中山區解放路 19 號                                    | 2015年10月24日 | 2025年8月9日 (預定) |
| Apple 中街大悅城（页面存档备份，存于）       | 遼寧省           | 遼寧省瀋陽市大东区小東路 5 號（沈阳大悦城B馆）                    | 2015年2月28日  | -                   |
| Apple 瀋陽萬象城（页面存档备份，存于）       | 遼寧省           | 遼寧省瀋陽市和平區青年大街 288 號                                 | 2016年1月9日   | -                   |
| Apple 濟南恆隆廣場（页面存档备份，存于）     | 山東省           | 山東省濟南市历下区泉城路 188 號                                   | 2016年5月21日  | -                   |
| Apple 青島萬象城（页面存档备份，存于）       | 山東省           | 山東省青島市市南区山東路 6A 號                                    | 2016年1月30日  | -                   |
| Apple 鄭州萬象城（页面存档备份，存于）       | 河南省           | 河南省鄭州市二七区民主路 10 號                                    | 2015年1月10日  | -                   |
| Apple 南京艾尚天地（页面存档备份，存于）     | 江蘇省           | 江蘇省南京市玄武区中山路 100 號                                   | 2016年1月16日  | -                   |
| Apple 玄武湖（页面存档备份，存于）           | 江蘇省           | 江蘇省南京市鼓楼区中央路 201 號（南京金茂览秀城）                 | 2017年3月25日  | -                   |
| Apple 虹悅城（页面存档备份，存于）           | 江蘇省           | 江蘇省南京市雨花台区應天大街 619 號                               | 2015年9月19日  | -                   |
| Apple 無錫恆隆廣場（页面存档备份，存于）     | 江蘇省           | 江蘇省無錫市梁溪区人民中路 139 號                                 | 2014年8月2日   | -                   |
| Apple 蘇州（页面存档备份，存于）             | 江蘇省           | 江蘇省蘇州市苏州工业园区蘇州中心商場                              | 2018年9月21日  | -                   |
| Apple 天一廣場（页面存档备份，存于）         | 浙江省           | 浙江省寧波市海曙区碶閘街 155 號                                   | 2017年9月16日  | -                   |
| Apple 杭州萬象城（页面存档备份，存于）       | 浙江省           | 浙江省杭州市上城区富春路 701 號                                   | 2015年4月24日  | -                   |
| Apple 西湖 （页面存档备份，存于）            | 浙江省           | 浙江省杭州市上城区平海路 100 號（银泰in77B区）                    | 2015年1月24日  | -                   |
| Apple 温州万象城                             | 浙江省           | 浙江省温州市瓯海区瓯越大道 1999 号（温州万象城一层）              | 2023年11月4日  | -                   |
| Apple 武汉 （页面存档备份，存于）            | 湖北省           | 湖北省武汉市江汉区解放大道 690 号武汉国际广场一层购物中心 C 座 2F | 2022年5月21日  | -                   |
| Apple 长沙（页面存档备份，存于）             | 湖南省           | 湖南省长沙市芙蓉区解放西路 188 号（长沙国金中心一层）             | 2021年9月4日   | -                   |
| Apple 廈門新生活廣場（页面存档备份，存于）   | 福建省           | 福建省廈門市思明区嘉禾路 399 號（SM 新生活廣場）                  | 2016年1月14日  | -                   |
| Apple 泰禾廣場（页面存档备份，存于）         | 福建省           | 福建省福州市晋安区竹嶼路 6 號（東二環泰禾城市廣場）               | 2016年4月2日   | -                   |
| Apple 天環廣場（页面存档备份，存于）         | 廣東省           | 廣東省廣州市天河区天河路 218 號                                   | 2016年1月28日  | -                   |
| Apple 珠江新城（页面存档备份，存于）         | 廣東省           | 廣東省廣州市天河区珠江新城興民路 222 號（天匯廣場 1 層）          | 2016年12月1日  | -                   |
| Apple 深圳益田假日廣場（页面存档备份，存于） | 廣東省           | 廣東省深圳市南山區深南大道 9028 號                                | 2012年11月3日  | -                   |
| Apple 深圳万象城（页面存档备份，存于）       | 廣東省           | 廣東省深圳市罗湖區宝安南路 1881 号深圳万象城（一期）B1 层         | 2023年04月28日 | -                   |
| Apple 前海壹方城                             | 廣東省           | 廣東省深圳市宝安区新湖路 99 号前海壹方城 L1 层                    | 2025年8月16日  | -                   |
| Apple 南寧萬象城（页面存档备份，存于）       | 广西壮族自治区   | 广西壮族自治区南寧市青秀区民族大道 136 號                         | 2015年12月12日 | -                   |
| Apple 成都萬象城（页面存档备份，存于）       | 四川省           | 四川省成都市成华区雙慶路 8 號                                     | 2012年12月15日 | -                   |
| Apple 成都太古里（页面存档备份，存于）       | 四川省           | 四川省成都市锦江区中紗帽街 8 號                                   | 2015年11月21日 | -                   |
| Apple 昆明（页面存档备份，存于）             | 雲南省           | 雲南省昆明市五華區東風西路 11 號（順城購物中心）                  | 2017年1月21日  | -                   |
| Apple 合肥万象城（页面存档备份，存于）       | 安徽省           | 合肥市蜀山区潜山路 111 号合肥万象城商场一层                       | 2025年1月18日  |                     |

### 香港
| 店名                                       | 行政區 | 地址                                     | 開店日         |
| ------------------------------------------ | ------ | ---------------------------------------- | -------------- |
| Apple ifc mall（页面存档备份，存于）       | 中環   | 中環金融街 8 號（國際金融中心商場）      | 2011年9月24日  |
| Apple Festival Walk（页面存档备份，存于）  | 九龍塘 | 九龍塘達之路 80 號（又一城）             | 2012年9月29日  |
| Apple Canton Road（页面存档备份，存于）    | 尖沙咀 | 尖沙咀廣東道 100 號                      | 2015年7月30日  |
| Apple New Town Plaza（页面存档备份，存于） | 沙田   | 沙田沙田正街 18 號（新城市廣場 1 期 L4） | 2016年6月30日  |
| Apple apm Hong Kong（页面存档备份，存于）  | 觀塘   | 觀塘觀塘道 418 號（apm）                 | 2016年9月22日  |
| Apple Causeway Bay（页面存档备份，存于）   | 銅鑼灣 | 銅鑼灣軒尼詩道 500 號（希慎廣場）        | 2012年12月15日 |

### 澳門
| 店名                                     | 行政區 | 地址                 | 開店日        |
| ---------------------------------------- | ------ | -------------------- | ------------- |
| Apple 澳門銀河（页面存档备份，存于）     | 路氹城 | 路氹城澳門銀河時尚匯 | 2016年6月25日 |
| Apple 路氹金光大道（页面存档备份，存于） | 路氹城 | 路氹城金沙廣場       | 2018年6月29日 |

### 臺灣
| 店名                                      | 縣市   | 地址                                        | 開店日        | 店鋪型態         |
| ----------------------------------------- | ------ | ------------------------------------------- | ------------- | ---------------- |
| Apple 臺北101（連結（页面存档备份，存于） | 臺北市 | 臺北市信義區市府路 45 號（臺北101購物中心） | 2017年7月1日  | 專櫃店           |
| Apple 信義A13（連結（页面存档备份，存于） | 臺北市 | 臺北市信義區松壽路 13 號                    | 2019年6月15日 | 街邊店、獨棟建築 |

## 公司店
位于美国加利福尼亚州库比提诺的原苹果公司总部也设有一家Apple Store零售店，並且有對外營業。在2015年前这家Apple Store仅出售苹果公司官方制作的周边纪念品，如T恤、帽子、水杯、文具等。但在2015年9月19日的重新开张后，该Apple Store开始出售全系列的Apple产品，并更新了店内周边纪念品的风格和类目，但店内仍不提供Genius和Today at Apple课程。2023年12月21日，苹果公司宣布将于2024年1月10日关闭位于Infinite Loop的公司店。
新总部Apple Park访客中心也设有一家Apple Store零售店，该零售店出售与旧总部零售店一样的纪念产品，但包含一些有Apple Park字样的有关新总部的T恤等纪念品。2017年9月，首席执行官Tim Cook介绍该零售店将在2017年末开业。2017年11月初Apple在员工内网宣传了Apple Park Visitor Center在11月17日开幕的消息，并在店内摆出了11月17日开幕后动宣传牌，还向公司附近库比提诺街坊发送开幕活动邀请函。2017年11月17日该店正式开幕，苹果还在官网页面宣传其Apple Park访客中心的其他特点。
Apple 公司店图集

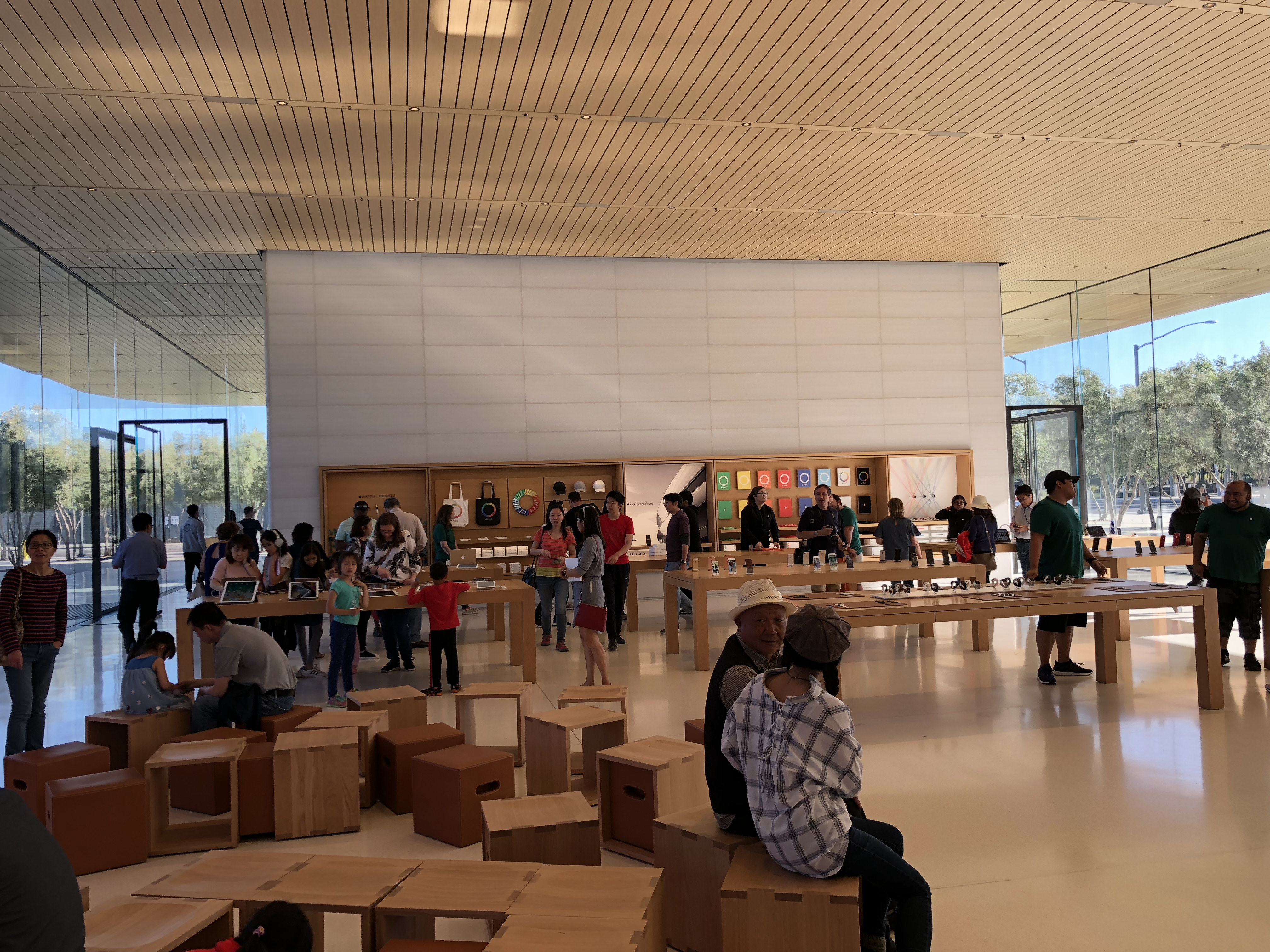
访客中心內貌
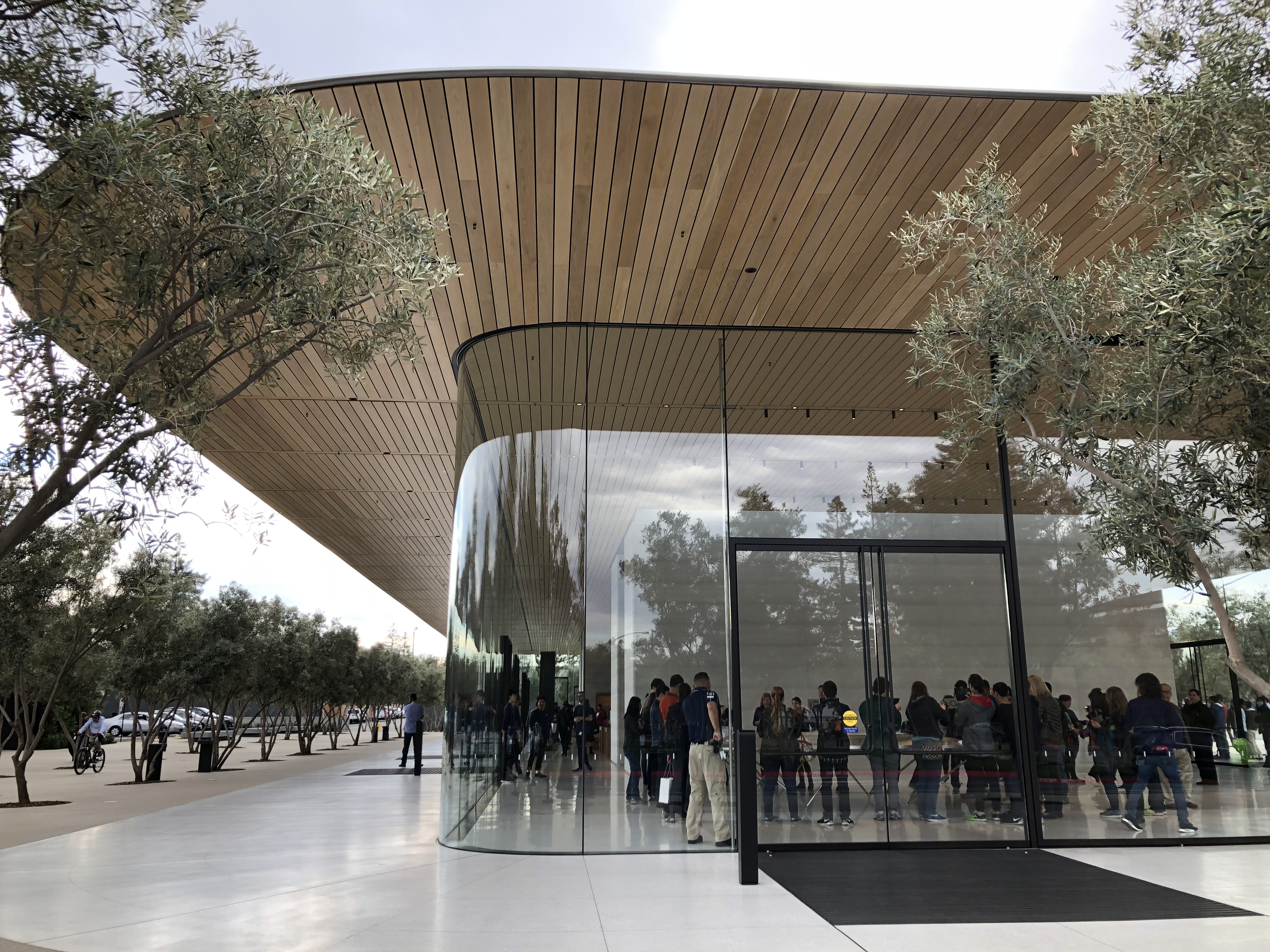
Apple Park 访客中心侧视图
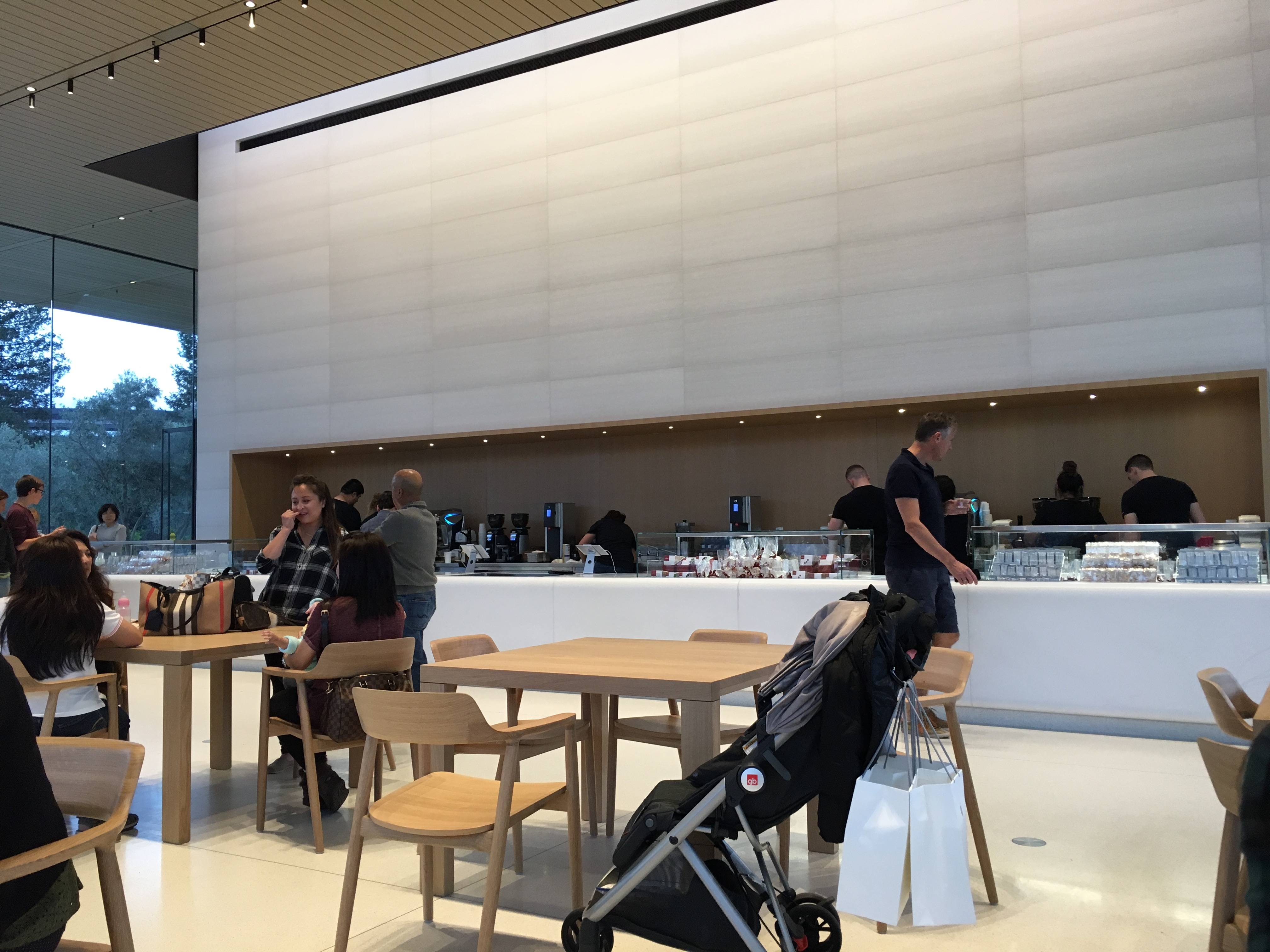
Apple Park 访客中心的咖啡厅
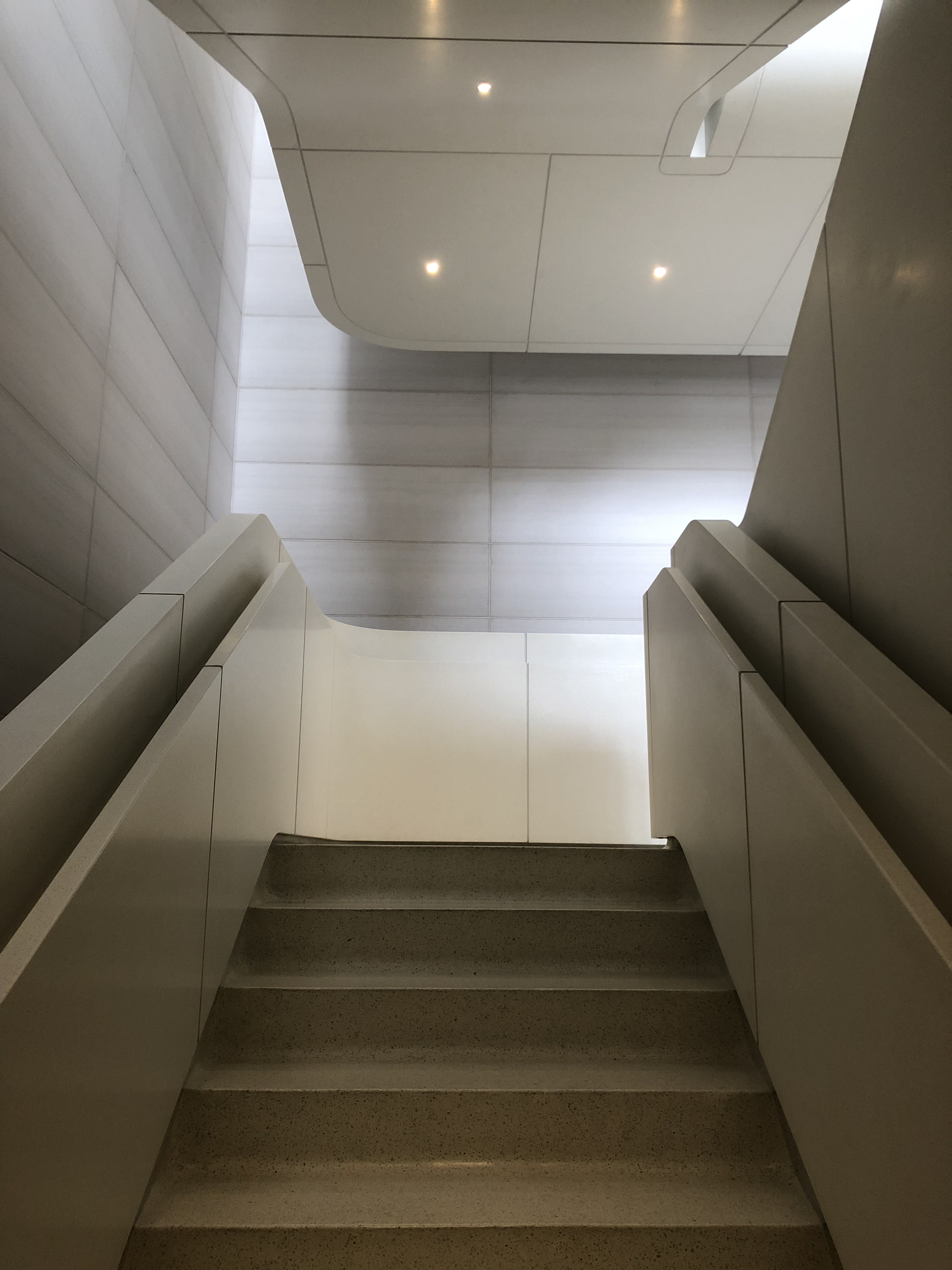
Apple Park 访客中心楼梯
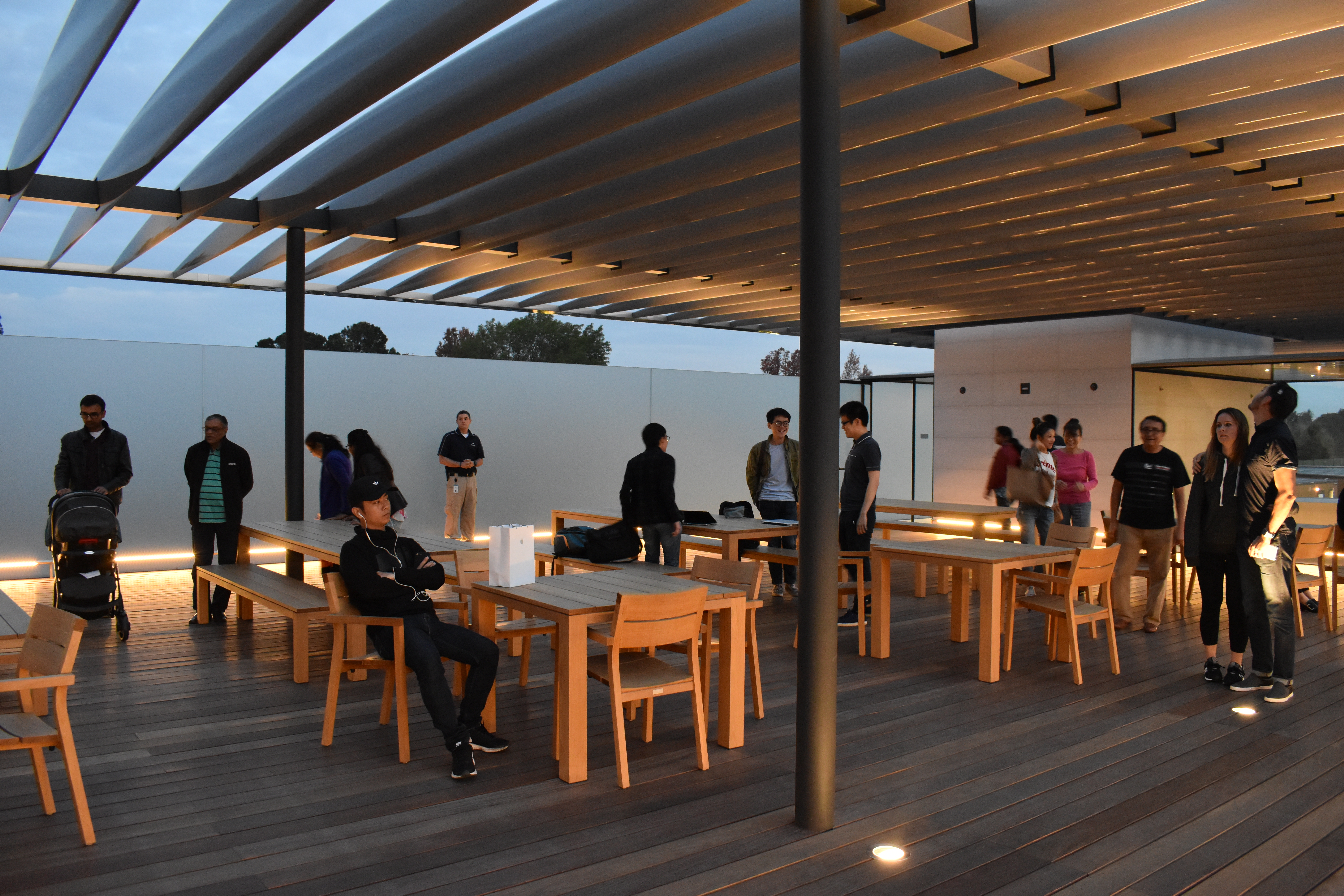
Apple Park 访客中心二层阳台

## 註解
1. ↑  此處係與蘋果優質經銷商（Apple Premium Retailer）、蘋果授權經銷商（Apple Authorized Retailer）、Apple Shop等品牌授權（英语：Brand licensing）類別店鋪區別。
2. ↑  開業時為亞洲最大的Apple Store
3. ↑  地下一樓與遠東百貨信義A13店連通

## 外部連結
- （英文）Apple Retail Store 官方網站（页面存档备份，存于）
- （简体中文）Apple 直營商店（中国）（页面存档备份，存于）
- （繁體中文） Apple 直營商店（香港）（页面存档备份，存于）
- （繁體中文） Apple  直營商店（澳门）（页面存档备份，存于）
- （繁體中文） Apple 直營商店（台湾）（页面存档备份，存于）
- 紐約第五大道直營店的虛擬導覽（页面存档备份，存于）（Google Maps Street View）
- Eight Inc.（页面存档备份，存于） — 設計許多蘋果直營店的設計團隊